# Putnam Island
Putnam Island är en ö i Kanada.   Den ligger i territoriet Nunavut, i den östra delen av landet, 2 100 km norr om huvudstaden Ottawa. Arean är 18,8 kvadratkilometer.
Terrängen på Putnam Island är platt. Öns högsta punkt är 80 meter över havet. Den sträcker sig 6,7 kilometer i nord-sydlig riktning, och 5,3 kilometer i öst-västlig riktning.